# Aplysia californica
Aplysia californica J.G. Cooper, 1863 è un mollusco gasteropode della famiglia Aplysiidae.
È stata utilizzata in laboratorio per studiare i processi biologici sinaptici dell'apprendimento e della memoria.

## Distribuzione e habitat
La specie è diffusa nell'oceano Pacifico nord-orientale (aree costiere della California e golfo di California).

## Utilizzo in laboratorio
Il premio Nobel Eric Kandel studiò i processi di apprendimento e la memoria e dimostrò che questi due processi producono delle variazioni biochimiche che stimolano l'efficacia della trasmissione sinaptica. Scelse l'Aplysia sia perché i segnali elettrici che i neuroni si inviano sono simili a quelli dell'uomo, sia per la semplicità del suo sistema nervoso composto da soli 20.000 neuroni di grandi dimensioni.